# Pablo Gómez Ortiz de Guzmán
Pablo Gómez Ortiz de Guzmán (Vitòria, 21 de maig de 1970) és un exfutbolista i entrenador basc, que jugava com a migcampista organitzador.

## Trajectòria
Després de passar per la UE Lleida, la temporada 92/93 debuta en primera divisió amb el Rayo Vallecano, on seria titular les dues temporades que hi romandria. La temporada 94/95 juga amb el Reial Valladolid i a l'any següent recala al Deportivo Alavés, l'equip on romandria la major part de la seua carrera.
Amb el club basc va militar des de la temporada 95/96 fins a 03/04 (tret de la temporada 96/97 al Llevant UE). Va ser una de les peces clau en l'època daurada del club, en la qual hi van pujar a primera divisió, es van classificar per a competicions europees i fins i tot van arribar a la final de la Copa de la UEFA. Posteriorment, l'Alavés perdria la categoria i baixaria a Segona. En tot aquest interval, Pablo va disputar 266 partits i va marcar 28 gols amb la samarreta blanc-i-blava.
Abans de penjar les botes, va jugar la campanya 04/05 amb el Ciudad de Murcia. Una vegada retirat, el vitorià ha seguit vinculat al món del futbol com a entrenador de les categories inferiors del Deportivo Alavés, inclòs el juvenil i el primer filial.